# Altocumulus castellanus
Gli Altocumulus castellanus (in italiano Altocumuli castellani, abbreviazione Ac cas) sono una specie di altocumuli che hanno sviluppato piccole protuberanze torreggianti dai contorni smerlati. La base è piatta e spesso sono distribuiti linearmente sul piano orizzontale. Nell′International Cloud Atlas sono classificati esattamente come gli altocumulus floccus (CM8) per via della forma simile (questi ultimi appaiono poco sviluppati verticalmente).
La loro presenza indica instabilità alle altitudini in cui si formano e risultano molto utili ai fini della previsione dei temporali: la loro comparsa nelle ore mattutine indica il probabile sviluppo di fenomeni convettivi nelle successive ore, in seguito al riscaldamento solare. Va sottolineato che in questo caso essi rappresentano solo un indizio e non sono di per sé responsabili del temporale (provocato dai Cumulonembi), i quali si svilupperanno verosimilmente una volta che gli altocumuli saranno scomparsi.
Talvolta gli altocumuli castellani possono evolvere in Cumulus mediocris, Cumulus congestus e talvolta in Cumulonembi; in tal caso saranno possibili precipitazioni temporalesche.